# 威廉·比亚莱克
威廉·比亚莱克（1960年8月14日—）是一位美国理论生物物理学家，毕业于加利福尼亚大学柏克莱分校，现为普林斯顿大学教授，专攻生物学与物理学之间的关系。